# Heinz Rother (Fußballspieler)
Heinz Rother (* 12. Mai 1963) ist ein ehemaliger deutscher Fußballspieler.
Zur Saison 1985/86 kam der Stürmer vom SC Brück neben Bodo Illgner (eigene Jugend), David Pizanti (Maccabi), Olaf Janßen (eigene Jugend) und Detlef Dezelak (eigene Amateure) als Neuzugang zum 1. FC Köln. Durch die Konkurrenz in Person der weiteren Angreifer Klaus Allofs, Pierre Littbarski, Norbert Dickel und Hans-Peter Lehnhoff waren seine Aussichten, sich bei der "Geißbock-Elf" etablieren zu können, von Beginn an sehr fraglich. Im Rundenverlauf kam er tatsächlich zu einem Einsatz in der Bundesliga. Beim Spiel gegen den SV Waldhof Mannheim wurde er von Trainer Georg Keßler – dieser hatte am 7. Februar 1986 Hannes Löhr abgelöst – eingewechselt. Der 1,81 m große Stürmer wurde am vorletzten Rundenspieltag, am 22. April 1986, bei einem 1:1-Remis beim SV Waldhof in der 63. Spielminute für Karl-Heinz Geils eingewechselt. Es blieb sein einziger Einsatz im deutschen Profifußball. Nach der Saison verließ er die Kölner und ging wieder in den Amateur-Bereich zurück. So spielte er u. a. noch für den SC Viktoria Köln in der Oberliga Nordrhein.